# LeJOS
LeJOS is een vervanging voor de standaard NXT-firmware voor de Brick van LEGO Mindstorms. leJOS was aanvankelijk ontwikkeld onder een andere naam, namelijk TinyVM en is ontwikkeld door José Solórzano eind 1999. Het begon als een hobby-opensourcesoftware-project, dat hij later heeft uitgebreid tot het huidige leJOS. Tegenwoordig is de ontwikkeling van leJOS onder leiding van programmeur Paul Andrews, José Solórzano is uit het project gestapt.
LeJOS is oorspronkelijk ontwikkeld voor de oudere versie van Lego Mindstorms; de RCX, maar in januari 2007 is leJOS ook overgezet naar de NXT-module. Deze is ongeveer 15 keer sneller, heeft meer geheugen, een Bluetooth mogelijkheid en heeft nu ook een menu.

## Programmering in Java
Het doel van leJOS is het schrijven van een programma in Java. Het voordeel van Java is dat het redelijk makkelijk is om snel een werkend platform te hebben. De ontwikkelaars hebben een API (Application programming interface) online staan. Er zijn enkele tutorials beschikbaar op de website van leJOS.